# スーパー!ドラマTV
スーパー!ドラマTV #海外ドラマ☆エンタメ（Super! drama TV #かいがいドラマ☆エンタメ）は、株式会社スーパーネットワークが運営している海外ドラマの専門チャンネルである。ケーブルテレビ、スカパー!プレミアムサービスやスカパー!（旧・スカパー!e2）などの衛星放送、スカパー!プレミアムサービス光やひかりTVなどのIP放送で視聴することができる。
2024年3月現在、視聴可能世帯の約57%はケーブルTV経由、約28%がスカパーなど衛星放送経由、約15%がひかりTVなどのIPTV経由となっている。

## 経緯
- 1989年8月 - スーパーチャンネル共同事業体を設立、CS配信サービスを開始。
- 1989年9月 - ケーブルテレビ向け配信を開始する。
- 1995年11月 - 委託放送事業者の認定を受け、スカイポートTV S-20chでCSアナログ放送開始（1998年6月30日終了）。
- 1995年12月8日 - スーパーチャンネル共同事業体を株式会社スーパーチャンネルに改組。
- 1997年4月15日 - パーフェクTV!（現・スカパー!プレミアムサービス） SD360chで放送開始。
- 1997年12月1日 - ディレクTV 262chで放送開始（2000年9月30日終了）。
- 1998年10月 - 日本映像ネットワーク株式会社と合併し、社名を株式会社スーパーネットワークに変更。
- 2002年6月24日 - スカイパーフェクTV!2 CS230ch（現・スカパー! CS310ch）で放送開始（委託放送事業者は株式会社ハリウッドムービーズ）
- 2006年7月1日 - チャンネル名を「Super! drama TV」に変更。
- 2007年8月1日 - チャンネル名を「スーパー!ドラマTV」に変更。
- 2008年3月1日 - ひかりTVで「スーパー!ドラマTV」放送開始。
- 2008年10月1日 - 「スーパー!ドラマTV HD」配信開始。
- 2009年4月1日 - 視聴料金を月額735円に変更（旧料金は月額525円）。
- 2009年10月 - スカパー!HDで「スーパー!ドラマTV HD」放送開始。
- 2012年2月10日 - 総務省から東経110度CS放送の衛星基幹放送業務の認定が適当と認められる。
- 2012年7月1日 - スカパー!e2にてハイビジョン放送「スーパー!ドラマTV HD」を開始し、衛星基幹放送事業者をスーパーネットワークに変更された。
- 2016年12月1日 - スカパー!プレミアムサービスの衛星一般放送事業者が、スカパー・ブロードキャスティングからスカパー・エンターテイメントに変更。
- 2021年4月1日 - チャンネル名を「スーパー!ドラマTV #海外ドラマ☆エンタメ」に変更。
- 2023年9月30日 - J:COMが編成の都合を理由に放送を終了[2]。

## 放送概要
1989年の放送開始から2006年までのスーパーチャンネル時代は、20世紀の古い番組の放送が多かった。チャンネル名変更後は番組編成が大幅に変わり、新作や準新作の番組が中心となり、古い番組はほとんど放送されなくなった。
また、スーパーチャンネル時代からスタートレックシリーズが目玉番組であり、1997年のパーフェクTV!（現在のスカパー!）進出時からスーパー!ドラマTVへ局名が変更されるまで途切れることなく放送されていた。2000年前後には夏の定期祭事として「24時間スタートレック」と称して関連番組を24時間放送することもあった。局名が変更されて以降はスタートレックシリーズの割合が減り、スーパーナチュラル、HEROES、メンタリスト、ゴシップガール、ブレイキング・バッド、ビッグバン★セオリー、ブラックリスト、S.W.A.T.などの話題作を中心に編成された。
この局の特徴として長編ドラマを好んで放送する傾向があり、本国で早期に不評打ち切りとなった番組はあまり放送されない。主な例として上記のスタートレックシリーズ、1997年からのベネズエラメロドラマシリーズ、1999年から連日放送したダラス、2004年からER緊急救命室、2011年からLAW & ORDERシリーズを放送した。2020年代はNCISシリーズを放送している。
2015年頃からの海外ドラマ獲得競争により話題作の放送が減り、放送する作品も英米以外の欧州作品が目立つようになり、CM枠が増加した。独占放送や先行放送が減り、他局が過去に放送した番組を放送することも多くなり、再放送が中心だったスーパーチャンネル時代への回帰となっている。さらに2024年から中国ドラマ、2025年からインドドラマを扱うようになり、編成傾向が大きく変化している。なお、2023年以前はアジアドラマの放送履歴はなく、韓国ドラマもない（韓国関連番組の放送実績はある）。

## 放送作品

### スーパーチャンネル時代
- 0011ナポレオン・ソロ
- 13日の金曜日（テレビドラマ）（英語版）
- 5デイズ（テレビドラマ）（英語版）
- 5人の女刑事たち ザ･ディヴィジョン（英語版）
- 7デイズ/時空大作戦
- 9.11への道（英語版）
- Dr.マーク・スローン
- FBIアメリカ連邦警察
- FBI特別捜査官マンクーゾ（英語版）
- L.A.ロー 七人の弁護士
- NYPDブルー
- One Tree Hill
- OZ/オズ
- TVキャスター マーフィー・ブラウン
- U･ボート TVシリーズ完全版
- V (1983年)
- WITHOUT A TRACE/FBI 失踪者を追え!
- アークエンジェル（テレビドラマ）（英語版）
- アウター・リミッツ
- アウトロー刑事・セルピコ（英語版）
- アメリカン・ヒーロー
- アンタッチャブル (テレビドラマ)
- イリュージョン/愛の掟（英語版）
- インディ・ジョーンズ/若き日の大冒険
- ウィーン諜報網（英語版）
- ヴェロニカ's クローゼット
- エコモダ～愛と情熱の社長室
- エディ･マーフィのPJ's
- エバーウッド 遥かなるコロラド
- エンジェルス・イン・アメリカ
- おかしなカップル
- カサンドラ/愛と運命の果てに（英語版）
- かわいい魔女サブリナ
- ガンスモーク
- がんばれ!ブーマー
- がんばれ!ベアーズ（テレビドラマ）
- キャプテンスカーレット
- コスビー・ショー
- コビントン・クロス／騎士道物語
- コロネット･ブルーの謎
- コンバット!
- ザ・ソプラノズ 哀愁のマフィア
- ザ・バロン
- ザ・ハンガー（英語版）
- ザ・ホワイトハウス
- ザ・マジシャン（英語版）
- ザ・モンキーズ (テレビドラマ)
- サード・ウォッチ
- さすらいのライダー
- サタデー・ナイト・ライブ
- ザッツ･ライフ?リディアの人生ゲーム?（英語版）
- サンダーバード
- シェーン (テレビドラマ)（英語版）
- シックス・フィート・アンダー
- じゃじゃ馬億万長者
- ジャック＆ジル（英語版）
- ジョー90
- ジョーイ
- シン・ブルー･ライン（英語版）
- スウィート･エネミー 甘い媚薬（英語版）
- スタートレック:ヴォイジャー
- スタートレック:エンタープライズ
- スタートレック:ディープ・スペース・ナイン
- スターマン（テレビドラマ）（英語版）
- スティーブン・キング ローズ・レッド（英語版）
- スティーブン・キングの悪魔の嵐
- すてきなサンディー（英語版）
- スパイ大作戦
- スピン・シティ
- スペース1999
- スリラー劇場（英語版）
- セイント 天国野郎
- セカンド･サイト（英語版）
- そりゃないぜ!? フレイジャー
- それ行け!わんニャン
- ターボチャージド･サンダーバード
- ダイナスティ
- ダイノトピア
- タイム・トラックス（英語版）
- タイムトンネル
- たどりつけばアラスカ
- ダラス
- ダンディ2 華麗な冒険
- チャーリー・シーンのハーパー★ボーイズ
- テリー・テューンズ 新ヘッケルとジャッケル（英語版）
- テリー・テューンズ 新マイティマウス（英語版）
- テンプラーの華麗な冒険
- ドリュー・ケリー DE ショー！（英語版）
- ナイトヒート/夜の大捜査網（英語版）
- ナイトライダー
- なんでもチュー助
- ねむれナイト コルポグロッソ
- ノーム・プロブレム（英語版）
- ハイテク武装車 バイパー
- ハッピーデイズ
- パトカーアダム30
- バビロン5
- パワーレンジャー・イン・スペース
- パワーレンジャー・ターボ
- パワーレンジャー・ライトスピード・レスキュー
- パワーレンジャー・ロスト・ギャラクシー
- ハワイ5-0（1968年）
- ビクトリア 愛と復讐の嵐
- ビバリーヒルズ高校白書
- ビバリーヒルズ青春白書
- ヒルストリート・ブルース
- ファースト・ウェイブ（英語版）
- ファストレーン（テレビドラマ）（英語版）
- ファミリー・タイズ
- フェーム/青春の旅立ち（英語版）
- フェリシティの青春
- ブカレストコネクション 炎の暗殺指令（英語版）
- プリズナーNo.6
- ブル～ウォール街への挑戦～
- ブルック・シールズのハロー!スーザン（英語版）
- ブレイキング・ニュース（テレビドラマ）（英語版）
- プロテクター電光石火
- プロファイラー/犯罪心理分析官（英語版）
- ベイウォッチ
- ペーパームーン（テレビドラマ）（英語版）
- ベティ～愛と裏切りの秘書室
- ホミサイド/殺人捜査課
- ボルディマン（英語版）
- マイティ・モーフィン・パワーレンジャー
- マウンテン・ウォーズ　ホライズン高校物語
- マックス・ヘッドルーム
- マニックス
- まんが宇宙大作戦
- ミステリー・ゾーン
- メサイア 血塗られた救世主（英語版）
- ヤングライダーズ
- ゆかいなブレディ家
- ラット・パトロール
- ラバーン&シャーリー（英語版）
- ラリーのミッドライフ★クライシス
- ルーシー・ショー
- ルーツ (テレビドラマ)
- ローハイド
- ロンドン指令X
- ワンダーウーマン (テレビドラマ)
- わんぱくブレディ（英語版）
- 悪魔の異形（英語版）
- 宇宙空母ギャラクティカ
- 宇宙大作戦
- 炎のテキサス・レンジャー
- 奥さまは魔女
- 俺がハマーだ!
- 花のスチュワーデス（英語版）
- 海底大戦争 スティングレイ
- 頑固じいさん孫3人
- 銀髪の狼（英語版）
- 刑事コロンボ
- 刑事マルティン・ベック
- 警部マクロード
- 拳銃無宿 (テレビドラマ)
- 原子力潜水艦シービュー号
- 荒野の七人（テレビドラマ）（英語版）
- 作家探偵ジェイソン・キング（英語版）
- 事件記者コルチャック
- 若き弁護士たち（英語版）
- 女刑事クリスティー（英語版）
- 女検察官アナベス・チェイス
- 女弁護士ロージー・オニール（英語版）
- 将軍アイク（英語版）
- 心理探偵フィッツ
- 新 キャプテン・スカーレット
- 新･アンタッチャブル
- 新･宇宙戦争～エイリアン・ウォーズ（英語版）
- 新･燃えよ！カンフー（英語版）
- 新･弁護士ペリー・メイスン（英語版）
- 新スタートレック
- 新スパイ大作戦
- 人気家族パートリッジ
- 世にも不思議な出来事
- 探偵ハート&ハート
- 地上最強の美女バイオニック・ジェミー
- 超音速攻撃ヘリ・エアーウルフ
- 超感覚刑事ザ・センチネル
- 超人ハルク
- 超能力プリンス マシュー・スター（英語版）
- 電撃スパイ作戦
- 逃亡者
- 頭上の敵機（テレビドラマ）（英語版）
- 特攻野郎Aチーム
- 特捜チーム レベル9（英語版）
- 謎の円盤UFO
- 燃えよ! カンフー
- 白バイ野郎ジョン&パンチ
- 犯罪最前線トップ・コップス（英語版）
- 犯罪捜査官ネイビーファイル
- 秘密指令S（英語版）
- 不死身の男
- 復讐の鬼探偵ロングストリート
- 弁護士ペトロチェリー（英語版）
- 弁護士ペリー・メイソン
- 冒険野郎マクガイバー
- 夢みる小犬ウィッシュボーン
- 名馬フリッカ（英語版）
- 恋するパリジェンヌ ～エリザはトップ・モデル～（フランス語版）
- 恋愛専科（テレビドラマ）（英語版）
- 狼女の香り

### スーパー!ドラマTV時代
- BELOW THE SURFACE 深層の8日間
- BONES ―骨は語る―
- CHUCK／チャック
- CSI: ベガス
- DARK BLUE／潜入捜査（英語版）
- DOC あすへのカルテ
- Dr. HOUSE
- EYEWITNESS／目撃者（英語版）
- FAMOUS IN LOVE
- FRINGE／フリンジ
- GRIMM／グリム
- GSG-9・対テロ特殊部隊（英語版）
- HEROES／ヒーローズ
- HEROES REBORN／ヒーローズ・リボーン
- LAW & ORDER
- LAW & ORDER: LA
- LAW & ORDER: UK（英語版）
- LAW & ORDER: 性犯罪特捜班
- LAW & ORDER: 組織犯罪特捜班（英語版）
- LAW & ORDER: 犯罪心理捜査班
- LOVE LIFE
- MACGYVER／マクガイバー
- MANIFEST／マニフェスト
- MURDER IN THE FIRST／第１級殺人（英語版）
- NCIS ネイビー犯罪捜査班
- NCIS: LA 極秘潜入捜査班
- NCIS: ニューオーリンズ
- NCIS: ハワイ
- NUMBERS 天才数学者の事件ファイル
- S.A.S. 英国特殊部隊
- S.W.A.T.
- SCORPION／スコーピオン
- SPY CITY ～ベルリン 1961～（英語版）
- STARTUP スタートアップ（英語版）
- TAKE TWO／相棒は名探偵（英語版）
- THE BRIDGE／ブリッジ
- THE CROSSING／未来からの漂流者（英語版）
- THE EVENT／イベント
- THE FALL 警視ステラ・ギブソン
- THE GREAT ～エカチェリーナの時々真実の物語～
- THE KILLING／キリング
- The O.C.
- THE RIVER 呪いの川
- THE WIRE/ザ・ワイヤー
- V (2009年)
- VEGAS／ベガス
- WALKER／ウォーカー（英語版）
- アクエリアス 刑事サム･ホディアック
- アグリー・ベティ
- アフェア 情事の行方（R15＋）
- アメリカン・クライム・ストーリー／O・J・シンプソン事件
- アンフォーギヴン　記憶の扉（英語版）
- イン・ザ・ダーク（英語版）
- インスティンクト -異常犯罪捜査-
- インベスティゲーション（英語版）
- ヴァンパイア・ダイアリーズ
- エレメンタリー ホームズ & ワトソン in NY
- オール・ライズ 判事ローラ・カーマイケル（英語版）
- キス・オブ・デス（英語版）
- キル・ポイント
- キングダム・オブ・ソルジャーズ KGB特殊部隊（ロシア語版）
- グッド・ファイト
- クリミナル・マインド FBI行動分析課
- クリミナル・マインド 特命捜査班レッドセル（英語版）
- ケース・センシティブ 静かなる殺人
- ゴシップガール
- コペンハーゲン／首相の決断
- ザ・サーペント（英語版）
- ザ・プレイヤー 究極のゲーム（英語版）
- ザ・レジェンド・オブ・パイレーツ（英語版）
- サバイバー: 宿命の大統領
- サンダーバード ARE GO
- ジキル
- スーパーナチュラル
- スタートレック ディスカバリー
- スタートレック：ピカード
- ゾーイの超イケてるプレイリスト（英語版）
- ダーティ・セクシー・マネー
- ターミネーター：サラ・コナー クロニクルズ
- トランスプラント 戦場から来た救命医（英語版）
- トワイライト・ゾーン（2019）
- ハーパーズ・アイランド　惨劇の島（英語版）
- ハッピー・タウン／世界一幸せな狂気（英語版）
- バティスト～アムステルダムに潜む闇～（英語版）
- バトルスター・ギャラクティカ
- ビッグバン★セオリー
- ヒューマン・ターゲット
- ファミリー・マン（テレビドラマ）（英語版）
- フォーリング スカイズ
- ブラックリスト
- ブラックリスト リデンプション
- ブレイキング・バッド
- プロディガル・サン　殺人鬼の系譜（英語版）
- ベター・コール・ソウル
- ボディ・オブ・プルーフ／死体の証言
- マイケル・J・フォックス・ショウ
- ママさん刑事ローラ・ダイヤモンド（英語版）
- マンハント：謎の連続爆弾魔ユナボマー（英語版）
- ミセス・ウィルソン（英語版）
- ミッシング
- メンタリスト
- モーツァルト・イン・ザ・ジャングル
- ラスト・リゾート 孤高の戦艦（英語版）
- リミットレス（テレビドラマ）（英語版）
- レイ・ドノヴァン ザ・フィクサー
- ロスト・ルーム（テレビドラマ）（英語版）
- ロマンスは椿の花のように
- 花ざかりのプリンセス（中国語版）
- 宮廷夜想曲＜ノクターン＞～私の愛しき狼君（ろうくん）様～（中国語版）
- 刑事カーディナル（英語版）
- 刑事トム・ソーン（英語版）
- 生存者たち
- 秘密情報部 トーチウッド
- 恋するブライアン
- 連続誘拐（英語版）